# Juan de Dios Román
Juan de Dios Román Seco, né le 17 décembre 1942 à Mérida et mort le 28 novembre 2020 à Madrid, est un entraîneur de handball espagnol. Il a également été président de la Fédération royale espagnole de handball entre 2008 et 2013.

## Palmarès d'entraineur

### En clubs
Compétitions internationales
- Finaliste de la Coupe des clubs champions en 1985
- Finaliste de la Ligue des champions en 2005

Compétitions nationales
- Championnat d'Espagne (6) : 1979, 1981, 1983, 1984, 1985 et 2004
- Coupe du Roi (4) : 1978, 1979, 1981, 1982
- Coupe ASOBAL (2) : 2004, 2005

### En équipe nationale
Jeux olympiques
- 9e place aux Jeux olympiques 1988 de Séoul,  Corée du Sud
-  Médaille de bronze aux Jeux olympiques 1996 d'Atlanta,  États-Unis
-  Médaille de bronze aux Jeux olympiques 2000 de Sydney,  Australie

 Championnats d'Europe
-  Médaille d'argent au Championnat d'Europe 1996,  Espagne
-  Médaille d'argent au Championnat d'Europe 1998,  Italie
-  Médaille de bronze au Championnat d'Europe 2000,  Croatie

 Championnats du monde
- 5e place au Championnat du monde 1986
- 11e place au Championnat du monde 1995
- 7e place au Championnat du monde 1997
- 4e place au Championnat du monde 1999